# Umaria
Umaria là một thành phố và khu đô thị của quận Umaria thuộc bang Madhya Pradesh, Ấn Độ.

## Địa lý
Umaria có vị trí 23°25′B 78°38′Đ / 23,42°B 78,63°Đ Nó có độ cao trung bình là 538 mét (1765 feet).

## Nhân khẩu
Theo điều tra dân số năm 2001 của Ấn Độ, Umaria có dân số 26.837 người. Phái nam chiếm 53% tổng số dân và phái nữ chiếm 47%. Umaria có tỷ lệ 69% biết đọc biết viết, cao hơn tỷ lệ trung bình toàn quốc là 59,5%: tỷ lệ cho phái nam là 78%, và tỷ lệ cho phái nữ là 59%. Tại Umaria, 14% dân số nhỏ hơn 6 tuổi.